# Авангард (альманах)
«Аванга́рд» — альманах пролетарських митців об'єднання «Нова генерація». Виходив у Києві за редакцією Ґео Шкурупія, свідчив про незгоди з харківською групою, яку очолював Михайль Семенко.
Вийшло два номери (січень, квітень 1930), готувався, але не вийшов третій (жовтень 1930). У передмові до першого випуску мовиться, що київська група «Нова генерація», яка стоїть на засадах панфутуристичної системи та входить у Всеукраїнську спілку комуністичної культури (ВУСКК), «розпочинає активну роботу в Києві».
Друкувалися теоретичні статті Ґео Шкурупія та О. Полторацького, нариси О. Влизька, вірші М. Булатовича, І. Маловічка, Ю. Палійчука, кіносценарій Олександра Довженка «Земля», проза В. Петрова, статті К. Малевича, О. Перегуди, О Третьякова — все у дусі настанов «лівого фронту» мистецтва, декларуючи, що «Авангард» пов'язує «деструктивний процес у мистецтві […] з процесом конструктивним, що розпочався».
Тут вміщено також полемічну статтю, спрямовану проти мистецького угруповання «Авангард».